# Hyponephele lupinus
Hyponephele lupinus es una especie de insecto lepidóptero, en concreto de mariposas perteneciente a la familia Nymphalidae.